# Sophronica junodi
Sophronica junodi là một loài bọ cánh cứng trong họ Cerambycidae.